# Tomaz Morais
Pour les articles homonymes, voir Morais.
Tomaz Morais, né le 6 avril 1970 en Angola, est un joueur de rugby à XV international portugais qui devient ensuite entraîneur.

## Biographie
Né en Angola, il a quitté le pays à la suite de sa décolonisation. Il exerce le métier de professeur d'éducation physique.

### Carrière de joueur
Tomaz Morais a joué pour le club de Grupo Dramático e Sportivo Cascais, mais il a arrêté pour se consacrer à ses études. Plus tard il retourne au rugby, évoluant au Direito, sous l'influence de Vitor Villar da Costa, président du club. Morais a été sélectionné à 22 reprises avec l'Équipe du Portugal de rugby à XV. Il arrête sa carrière de joueur à 26 ans à la suite d'une blessure.

### Carrière d'entraîneur
Morais est responsable de la sélection nationale portugaise depuis 2001. En 2002-2004, l'équipe du Portugal remporte le Championnat Européen des Nations. Le 21 mars 2004 à Ibiza, le Portugal remporte une victoire historique sur l'équipe d'Espagne, adversaire difficile pour elle (bilan de 5 victoires, 1 nul et 19 défaites avant cette rencontre), du coup, elle remporte le Championnat européen des nations et l'Espagne est rétrogradée en 2e division. Elle ne perd qu'un seul match, fête son premier trophée international et la nomination de son entraîneur, le Professeur Tomaz Morais, comme meilleur entraîneur de l'année de l'IRB.
Tomaz Morais met en place les fondations qui permettent l'exploit. Pour la première fois de son histoire, le Portugal se qualifie pour la coupe du monde en 2007. L'équipe nationale s'impose contre l'Uruguay en match de barrage. C'est une belle revanche des Portugais sur le Uruguayens qui les avaient éliminés en 1999. Le premier match se déroule à Lisbonne, le 10 mars 2007 où le Portugal l'emporte 12 à 5. Le match retour a lieu à Montevideo le 24 mars, avec la qualification au bout, malgré une défaite 18-12, grâce aux 7 points d'avance acquis au match aller. Le Portugal a joué dans le groupe C en compagnie de la Nouvelle-Zélande, l'Écosse, l'Italie et de la Roumanie. Portugal a perdu tous les matches, mais a gagné un point bonus dans la défaite par 10-14 face à la Roumanie.

## Palmarès
- Championnat Européen des Nations (rugby) 2002-2004
- Qualifications pour la Coupe du monde de rugby à XV de 2007
- nomination pour le titre d'entraîneur de l'année de l'IRB  en 2004 (IRB Coach of the Year award).

### Livres écrits
- Tomaz Morais,  «Compromisso: nunca desistir»